# 特鲁希略州
特魯希略州（西班牙語：Estado Trujillo）是委內瑞拉西部的一個州，西北臨馬拉開波湖。面積7,400平方公里，2007年人口711,400人。首府特魯希略。
1899年建州。下分二十個自治市。